# Asura suavis
Asura suavis là một loài bướm đêm thuộc phân họ Arctiinae, họ Erebidae.